# Ленський улус
Ленський улус (якут. Ленскэй улууһа, рос. Ленський район) — муніципальний район у південно-західній частині Республіки Саха (Якутія). Адміністративний центр — м. Ленськ. Утворений у 1930 році.

## Населення
Населення району становить 38 995 осіб (2013).

## Адміністративний поділ
Район адміністративно поділяється на 19 населених пунктів, що об'єднують 3 міських та 9 сільських поселень.